# 2015年アジア卓球選手権
2015年アジア卓球選手権（英: 2015 Asian Table Tennis Championships）は、国際卓球連盟（ITTF）認可、アジア卓球連合（ATTU）主催の第22回アジア卓球選手権である。大会は2015年9月26日～10月3日までタイ・パッタヤーのイースタン・ナショナル・スポーツトレーニングセンター(パタヤスポーツスタジアム)で行われた。

## 概要
2015年アジア卓球選手権は、国際卓球連盟（ITTF）公認レイティング3、ボーナス3の、アジア卓球連合（ATTU）主催で開催させる第22回アジア卓球選手権である。大会は2015年9月26日～10月3日までタイ・パッタヤーのイースタン・ナショナル・スポーツトレーニングセンター(パタヤスポーツスタジアム)で行われた。

## 結果

### メダル獲得者
| 種目           | 金                                | 銀                                                | 銅                                                                                  |
| -------------- | --------------------------------- | ------------------------------------------------- | ----------------------------------------------------------------------------------- |
| 男子シングルス | 樊振東                            | 許昕                                              | 荘智淵                                                                              |
| 男子シングルス | 樊振東                            | 許昕                                              | 黄鎮廷                                                                              |
| 女子シングルス | 朱雨玲                            | 陳夢                                              | 木子                                                                                |
| 女子シングルス | 朱雨玲                            | 陳夢                                              | 馮天薇                                                                              |
| 男子ダブルス   | 樊振東 許昕                       | 鄭栄植 李尚洙                                     | 森薗政崇 大島祐哉                                                                   |
| 男子ダブルス   | 樊振東 許昕                       | 鄭栄植 李尚洙                                     | 丹羽孝希 吉村真晴                                                                   |
| 女子ダブルス   | キム・ヘソン リ・ミギョン         | 平野美宇 伊藤美誠                                 | 姜華珺 帖雅娜                                                                       |
| 女子ダブルス   | キム・ヘソン リ・ミギョン         | 平野美宇 伊藤美誠                                 | 陳夢 朱雨玲                                                                         |
| 混合ダブルス   | 樊振東 陳夢                       | ヤン・ツー ユ・モンユ                             | 大島祐哉 若宮三紗子                                                                 |
| 混合ダブルス   | 樊振東 陳夢                       | ヤン・ツー ユ・モンユ                             | チョ・イル リ・ミギョン                                                             |
| 男子団体       | 中国 樊振東 方博 馬龍 許昕 張継科 | 日本 森薗政崇 村松雄斗 丹羽孝希 大島祐哉 吉村真晴 | 韓国 張禹珍 朱世赫 鄭栄植 KIM Minhyeok 李尚洙                                       |
| 男子団体       | 中国 樊振東 方博 馬龍 許昕 張継科 | 日本 森薗政崇 村松雄斗 丹羽孝希 大島祐哉 吉村真晴 | チャイニーズタイペイ · 江宏傑 · 荘智淵 · LEE Chia-Sheng · 廖振珽 · WANG LI Chung-Yi |
| 女子団体       | 中国 陳夢 丁寧 劉詩雯 木子 朱雨玲 | 日本 福原愛 平野美宇 伊藤美誠 田代早紀 若宮三紗子 | 韓国 李ジオン 徐孝元 Song Maeum 梁夏銀 Yoo Eunchong                                 |
| 女子団体       | 中国 陳夢 丁寧 劉詩雯 木子 朱雨玲 | 日本 福原愛 平野美宇 伊藤美誠 田代早紀 若宮三紗子 | 香港 杜凱琹 李皓晴 LI Ching Wan 蘇慧音 帖雅娜                                       |

### 各国メダル数
| 順 | 国・地域             | 金 | 銀 | 銅 | 計 |
| -- | -------------------- | -- | -- | -- | -- |
| 1  | 中国                 | 6  | 2  | 2  | 10 |
| 2  | 北朝鮮               | 1  | 0  | 1  | 2  |
| 3  | 日本                 | 0  | 3  | 3  | 6  |
| 4  | 韓国                 | 0  | 1  | 2  | 3  |
| 5  | シンガポール         | 0  | 1  | 1  | 2  |
| 6  | 香港                 | 0  | 0  | 3  | 3  |
| 7  | チャイニーズタイペイ | 0  | 0  | 2  | 2  |
| 計 | 計                   | 7  | 7  | 14 | 28 |

## 日本代表

### 選手団
総監督は星野一朗、男子監督は倉嶋洋介、女子監督は村上恭和
男子代表は丹羽孝希（12位）、吉村真晴（18位）、大島祐哉（22位）、森薗政崇（24位）、村松雄斗（28位）
女子代表は福原愛（6位）、伊藤美誠（10位）、平野美宇（17位）、若宮三紗子（41位）、田代早紀（124位）

### 成績
男子シングルス
- 大島祐哉　4回戦敗退
- 丹羽孝希　3回戦敗退
- 吉村真晴　3回戦敗退
- 森薗政崇　3回戦敗退
- 村松雄斗　3回戦敗退

女子シングルス
- 福原愛　ベスト8
- 伊藤美誠　ベスト8
- 平野美宇　4回戦敗退
- 田代早紀　3回戦敗退
- 若宮三紗子　2回戦敗退

男子ダブルス
- 大島祐哉／森薗政崇　銅メダル
- 丹羽孝希／吉村真晴　銅メダル

女子ダブルス
- 平野美宇／伊藤美誠　銀メダル
- 福原愛／若宮三紗子　ベスト8

混合ダブルス
- 大島祐哉／若宮三紗子　銅メダル
- 森薗政崇／伊藤美誠　ベスト8

男子団体
- 丹羽孝希、吉村真晴、大島祐哉、森薗政崇、村松雄斗　銀メダル

女子団体
- 福原愛、伊藤美誠、平野美宇、若宮三紗子、田代早紀　銀メダル